# 兴旺区
兴旺区，是缅甸联邦第一特区果敢县下辖的一个区。

## 行政区划
兴旺区下辖以下等乡镇：
- 兴华乡
- 金泰乡
- 民全乡